# Center (ishockey)

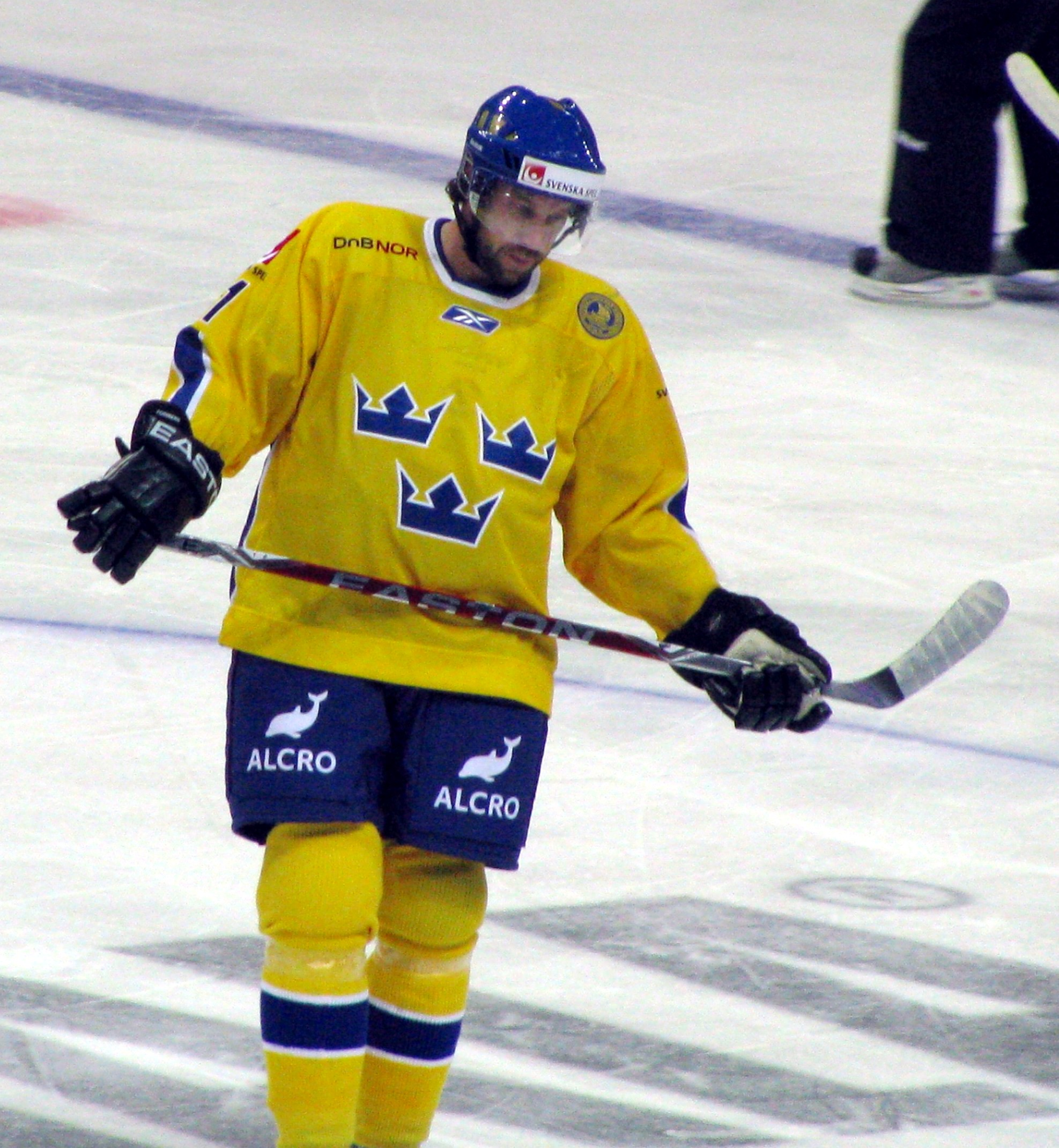
Peter Forsberg spelade som center.

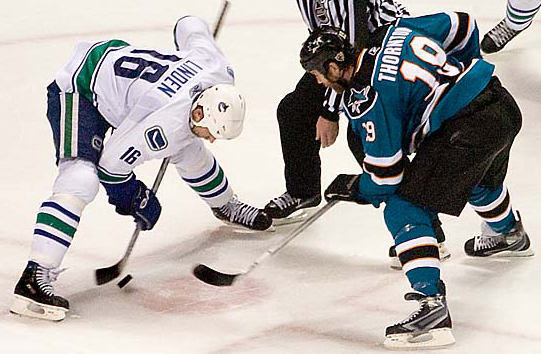
Centrarna Trevor Linden och Joe Thornton tekar om pucken. Linden spelade även som högerforward under sin karriär.

Center, eller centerforward, är en spelarposition inom ishockeyn. Centern är en anfallsspelare med utgångspunkt mellan de båda yttrarna; vänsterforwarden och högerforwarden.

## Spelstil
Centern är den anfallsspelare som vanligtvis tar alla tekningar och som, generellt sett, har mest defensivt ansvar, och är på så vis ofta en länk mellan anfallsspelet och försvarsspelet. En center förväntas kunna se hela isen och ha en bra speluppfattning samt även vara duktig på att transportera och fördela pucken vidare till sina yttrar, vilket medför att centern vanligtvis har fler passningspoäng än de andra anfallsspelarna, även om det finns undantag.
Under det tidiga 1900-talet, då passningsspelet inte var lika utvecklat som senare under seklet, var centern ofta en utpräglad målgörare. Exempel på den typen av centerforward är spelare som Frank McGee, Russell Bowie, Ernie Russell, Joe Malone och Tommy Smith.

### Spelare
Berömda spelare som spelade på centerpositionen är bland annat Igor Larionov, Wayne Gretzky, Mario Lemieux, Jean Beliveau, Marcel Dionne, Phil Esposito, Frank Fredrickson, Newsy Lalonde, Frank Nighbor, Stan Mikita och Howie Morenz.